# Godzilla, Mothra and King Ghidorah
Godzilla, Mothra and King Ghidorah (jap. ゴジラ・モスラ・キングギドラ 大怪獣総攻撃, Gojira, Mosura, Kingu Gidora: Daikaijū Sōkōgeki, dt. „Godzilla, Mothra, King Ghidorah: Generalangriff der Riesenmonster“) ist ein japanischer Monsterfilm (Kaijū Eiga) aus dem Jahr 2001 und der 25. Film der Godzilla-Reihe. Wie alle japanischen Godzilla-Filme wurde er von den Tōhō-Studios in Auftrag gegeben, Regie führte Shūsuke Kaneko, der zuvor schon mit Gamera – Guardian of the Universe aus dem Jahr 1995 einen Film in diesem Genre drehte.

## Handlung
Ein Atom-U-Boot der amerikanischen Marine wird nahe dem Stützpunkt auf Guam vermisst. Japan, das mit dem Friedensvertrag von 1945 ein Bündnis mit den USA hat, schickt zwei Mini-U-Boote mit dem Codenamen Satsuma zu den Koordinaten, an dem das vermisste U-Boot zuletzt geortet wurde. Diese werden plötzlich von einer schweren Strömung erfasst, wobei eines der U-Boote gegen einen Felsen geschleudert und dadurch zerstört wird. Das zweite U-Boot hat Sichtkontakt zu hellblau leuchtenden Rückenzacken.
Zur gleichen Zeit dreht eine Filmcrew des Mysterysenders BS Digital Q um die Reporterin Yuri Tachibana in der Nähe von Myōkō in der Präfektur Niigata einen Bericht über eine Legende von Riesenmonstern. Der Dorfbürgermeister, der dem Team zuvor eine Dreherlaubnis erteilte, will sie jedoch wieder daran hindern, da sich sein Berater und er von diesem Bericht eine Falschmeldung befürchtet, die die Touristen abschrecken könnte. Doch Yuri kann ihn vom Gegenteil überzeugen. Nach einem Erdbeben, bei dem die Reporterin auch den Schrei eines Riesenmonsters wahrnimmt, sichert der Bürgermeister dem Team seine volle Unterstützung zu. Yuri erblickt dabei einen mysteriösen alten Mann, der auch sofort wieder spurlos verschwunden ist.
Die Sicherheit, den dadurch entstehendem Ruhm einheimsen zu können, nutzt der Bürgermeister dazu, sich bei einer von ihm umschwärmten Frau einzuschmeicheln, als diese von einer Rowdygruppe auf Motorrädern überfallen werden. Diese zerstören auch ein Jahrtausend altes Mosaik und verschwinden dann in Richtung Otagiri-Tunnel. Gerade als sie in den Tunnel eingefahren sind, stürzt dieser ein und verschüttet die Rowdys. Ein LKW-Fahrer, der das mitansieht, sieht auch das Maul eines Riesenmonsters und flieht in Panik. Er hält das Monster für Godzilla. Auch am Ikeda-See in der Präfektur Kagoshima verursachen rüpelhafte Studenten Chaos und zerstören Mosaike. Als sie gerade einen wehrlosen Hund im See ertränken wollen, werden sie von einer Riesenraupe getötet und in ein Kokon gesponnen.
Yuri entschließt sich weiter zu diesem Thema zu recherchieren, da sich das Epizentrum der Erdbeben bewegt. Mit Hilfe des Wissenschaftsjournalists Takeda gelangt sie an ein Buch des Professors Issayama, der darin drei heilige Schutztiere der Yamato beschreibt. Am nächsten Tag sieht sie mit ihrem Vater, dem Marineadmiral Taizō, der den ersten Angriff Godzillas auf Tokio im Jahr 1954 überlebte, den Bericht über die getöteten Studenten. Yuri sieht darin einen Zusammenhang mit den Vorfällen in Niigata.
Sofort reisen sie, Takeda und ein Crewmitglied des Sender nach Motosu, wo der Professor wegen Ruhestörung im Gefängnis sitzt. In der Stadt ist er sehr bekannt, da er immer wieder die Rückkehr Godzillas prophezeite. Auch gegenüber Yuri, die ihn schon nahe Myoko gesehen hat, spricht er es an. Doch er sieht in den Waffen der japanischen Armee kein Mittel gegen den Riesensaurier, da er von den zornigen Gedanken der vergessenen Soldaten angetrieben wird, die im Zweiten Weltkrieg gefallen sind. Issayama schickt die Reporter in den Fuji-Urwald, wo der Tausendjährige Drachenkönig Ghidorah schläft. Dort angekommen beleuchten sie die Legende der heiligen Schutztiere der Yamato, Ghidorah, Baragon und Mothra. Yuri findet einen mysteriösen Stein, der seltsame Kräfte beinhaltet.
Auf der Insel Magonote, die sich in unmittelbarer Nähe der Insel Odo befindet, wo Godzilla einst wütete, taucht dieser wieder auf und zerstört dort die Ortschaften, wo sich gerade eine Schulklasse aufhält. Aufklärungseinheiten der Verteidigungsarmee eilen hin und wollen mit der Suche nach Überlebenden beginnen, als auch sie scheinbar von Godzilla angriffen und vernichtet werden. Jedoch hält sich der Generalstab aus politischen Gründen mit einem Katastrophenalarm zurück.
Zur gleichen Zeit versucht ein Mann im Fuji-Urwald Selbstmord zu begehen, als plötzlich unter ihm der Boden nachgibt und er in einer Höhle landet. Dort sieht er den auf Eis liegenden Ghidorah und ergreift panisch die Flucht und meldet es der nächsten Polizeistation in Gotemba.
Die Armee tritt derweil vor die Presse und kündigt die Alarmbereitschaft der japanischen Truppen an. Die einzige Überlebende von Godzillas Angriff auf Magonote wurde ins Krankenhaus von Yaizu gebracht. Yuri und Takeda haben derweil ihre Recherchen über die heiligen Schutztiere an ihren Vater übergeben, der aber Zweifel an der Theorie hat. Zudem hat die japanische Regierung die Suche nach Godzilla eingestellt. Doch das Epizentrum aus Niigata bewegt sich weiter Richtung Tōkai und Taizō beginnt doch daran zu glauben. 
Bald bewahrheiten sich die Berichte, denn das Monster, das diese Beben auslöste, Baragon, ist in Gotemba aufgetaucht und scheint den Professor befreien zu wollen. Auch Godzilla taucht wieder auf und zwar im Hafen von Yaizu. Er schreitet unaufhaltsam durch die Stadt und zerstört sie völlig. Der Verteidigungsarmee fällt auf, dass sich die Wege von Godzilla und Baragon kreuzen und sie in Hakone aufeinandertreffen werden.
Yuri und Takeda eilen derweil nach Gotemba, um Baragon zu begutachten. Doch als sie auch von Godzillas Auftauchen erfahren, ändern sie ihren Plan und fahren nach Hakone, wo es tatsächlich zum Aufeinandertreffen zwischen den Riesenmonstern kommt. Baragon ist allerdings chancenlos gegen Godzilla und wird mit seinem Hitzestrahl getötet. Yuri, die den Kampf von nahem betrachtet hat, wird leicht verletzt. Da Takeda nach diesem Vorfall nichts mehr mit Yuris weiterer Recherche zu tun haben will, lässt er sie zurück. Yuri, die somit kein Auto mehr zur Verfügung hat, kauft sich in einem nahegelegenen Fahrradshop ein Mountainbike, um so weiter von Godzillas Vormarsch verfolgen zu können.
Godzilla bewegt sich nun Richtung Tokio. Yuri kann ihren Sender davon überzeugen, eine Liveschaltung zu ihr herzustellen, damit sie weiter über den Riesensaurier berichten kann. Die Luftwaffe versucht derweil Godzilla mit Bomben zu töten, was jedoch auch erfolglos ist. In der Zwischenzeit erwachen Ghidorah und Mothra aus ihren andauernden Schlaf.
Während Yuri von Godzillas Voranschreiten weiter berichtet, erfährt ihr Vater davon und veranlasst ihre Verhaftung, um sie zu retten. Inzwischen machen sich auch Mothra und Ghidorah auf den Weg nach Tokio, um Godzilla zu bekämpfen. In Yokohama erschafft die Armee eine Verteidigungslinie, die nun unter dem Befehl von Taizō stehen. 
Mothra eröffnet den Angriff auf Godzilla. Yuri filmt den Kampf unter Einsatz ihres Lebens. Allerdings werden auch einige Soldaten von Godzillas Hitzestrahl getroffen und getötet. Auch Ghidorah hat nun Tokio erreicht und unterstützt Mothra. Die Armee entschließt sich zum Angriff auf den Saurier, sobald dieser von den beiden Schutztieren genug geschwächt wurde.
Während Yuri von den Soldaten in Sicherheit gebracht wird, wehrt sich Godzilla mit großem Erfolg gegen Mothra und Ghidorah. Letzterer wird sogar schnell außer Gefecht gesetzt. Deswegen greift die Armee ein und versucht ihn abzulenken. Der Gegenangriffs Godzillas erweist sich jedoch als sehr fatal für die Armee, die fast komplett vernichtet wird. Als Godzilla die Reste der Armee ebenso vernichten will, versucht Mothra sich von hinten anzuschleichen, wird aber von Godzilla bemerkt und mit dem Hitzestrahl getötet.
Die verbleibenden Kräfte von Barugon und Mothra vereinen sich nun in Ghidorah, die damit die Kräfte des Tausendjährigen Drachenkönigs freisetzen. Ohne Rücksicht greift er Godzilla an, was auch die Zerstörung des Hafens von Yokohama bedeutet. Ghidorah schafft es, den Saurier in die Bucht von Tokio zurückzudrängen. Im Wasser bekämpfen sie sich weiter und Ghidorah schafft es, Godzilla zu verwunden.
Taizō sieht darin die Möglichkeit, Godzilla mit einer D-0-3-Rakete, einer Rakete mit einem Bohrkopf, den Rest zu geben. Doch da die Fernsteuerung vom Saurier zerstört wurde, will er sie von einer Satsuma aus abfeuern. Yuri will das verhindern, doch ihr Vater sieht das als seine Pflicht an. Im Gegenzug gibt er ihr die Erlaubnis zur weiteren Berichterstattung. Zu diesem Zweck schließt sich ihr Takeda auch wieder an.
Beide berichten über den Kampf über der Rainbow Bridge. Doch als Godzilla die Brücke mit seinem Hitzestrahl trifft, droht Yuri in die Bucht zu stürzen. Takeda kann sie zwar noch halten, aber nicht mehr retten. Beide stürzen in die Tiefe, doch der mysteriöse Stein in Yuris Tasche fällt raus und berührt Ghidorah, was ihn zu neuen Kräften bringt. Er sorgt für einen Sog, so dass Yuri und Takeda unverletzt im Wasser landen, wobei Yuri aber bewusstlos wird.
Takeda schwimmt mit Yuri in Sicherheit, wo Ghidorah nochmals Godzilla mit aller Kraft bekämpft. Er kann jedoch nicht damit rechnen, dass der Saurier die Energie von Ghidorahs Energieblitzen absorbiert hat und schießt sie zurück. Dies hat zur Folge, dass nun auch Ghidorah endgültig getötet wird. Die verstorbenen Seelen der Schutztiere erscheinen nochmal und Taizō treibt mit seiner Satsuma direkt in Godzillas Maul, der ihn verschluckt.
Bevor Taizō aber ins Koma fällt, hält ihn eine Vision von Yuri bei Sinnen. Diese macht sich Sorgen um ihren Vater, als plötzlich Godzilla vor ihr und Takeda auftaucht und sie töten will. Kurz davor jedoch hat Taizō Godzilla ein Loch in seinen Hals geschossen, wodurch der Hitzestrahl durch diese Wunde austritt und ihn schwerer verwundet. Er schafft es so aus eigener Kraft aus Godzillas Hitzestrahl zu entfliehen. Doch dieser gibt nicht auf und versucht nochmal den Hitzestrahl. Wegen der Wunde jedoch geht dies nach hinten los und Godzilla wird zerfetzt.
Die Satsuma von Taizō taucht schwer beschädigt auf, er selber ist erschöpft, aber unverletzt. Auch BS Digital Q freut sich über einen Knüller, der den Sender weit nach vorne bringen kann, doch das Interview mit Issayama ist gelöscht. Yuri freut sich darauf ihren Vater in die Arme zu schließen, doch der muss noch auf ionisierende Strahlung untersucht werden. Er erweist jedoch den Schutztieren seine Ehrerbietung. Auf dem Grund der Bucht von Tokio liegen die Fetzen von Godzillas Kadaver, darunter auch sein Herz, das plötzlich zu schlagen beginnt.

## Hintergrund
Der Film feierte seine Uraufführung am 3. November 2001 auf dem Tokyo International Film Festival. Am 15. Dezember 2001 kam er in die japanischen Kinos und wurde dort von 2,4 Millionen Zuschauern gesehen.
In Godzilla, Mothra and King Ghidorah tritt King Gidorah erstmals als „Held“ auf und ist zum ersten Mal kleiner als Godzilla.
Einige der im Film verwendeten Miniatur-Städte wurden später für Quentin Tarantinos Kill Bill: Vol. 1 verwendet.
Der Film nimmt auch Bezüge zu amerikanischen Filmproduktionen, so u. a. auf den Godzilla des deutschen Regisseurs Roland Emmerich sowie Blair Witch Project.

## Rezeption
Der Film spielte weltweit rund 165,2 Millionen US-Dollar ein.

„Neuerliche Auflage um Japans liebsten Leinwand-Mythos, aufgemotzt mit etlichen CGI-Effekten, ohne Neues zu erzählen.“

Der Film bekam überwiegend positive Kritik, so gefiel der Film bei den Kritiker um 63 Prozent. Beim Publikum gefiel der Film bei 78 Prozent.